# حامول بوليفي
حامول بوليفي (الاسم العلمي:Cuscuta boliviana) هو نوع من النباتات يتبع جنس الحامول من الفصيلة المحمودية.
سمي هذا النوع نسبةً إلى بوليفيا.